# Umiiviip Kangertiva
Umiiviip Kangertiva (danska (språk): Gyldenløve Fjord) är en fjord i Grönland (Kungariket Danmark).   Den ligger i kommunen Sermersooq, i den södra delen av Grönland, 500 km öster om huvudstaden Nuuk.